# アキグミ
アキグミ（秋茱萸、学名: Elaeagnus umbellata または Elaeagnus umbellata var. umbellata）はグミ科グミ属の落葉低木。山野や河原などに生える。果実は食用となり、果実酒などに利用される。和名は秋に果実が熟すことから。「あさつき」の異称がある。高知県では「しゃしゃぶ」と呼ばれる。

## 分布・生育地
ヒマラヤ山脈やカラコルムから中国、台湾、朝鮮半島、日本にかけての東アジアに分布する。日本では、北海道の道央以南（渡島半島）、本州、四国、九州、沖縄などに広く分布する。日当たりの良い河原や林道脇に群生することが多い。痩せ地でも良く育つ。
北アメリカでは、各地で帰化しており、侵略的外来種と考えられることがある。

## 特徴
低木の落葉樹で、樹高は2 - 3メートル (m) 程度に成長する。樹皮は暗灰色で皮目があり、太くなると縦に裂ける鈴木庸夫・高橋冬・安延尚文。若木は滑らかで皮目がある。小枝は灰白色をしており、銀灰色や褐色の鱗状毛が密生している。葉は互生し、長さ4 - 8センチメートル (cm) の長楕円形状の披針形で白っぽい緑色、葉の裏と葉柄に銀白色の鱗片に覆われている。
花期は春（4 - 6月）。花は葉の付け根に数個ずつ集まって咲き、花色は咲き始めは白く、のち薄黄色へ移り変わっていく。花冠はなく、長さ5 - 7ミリメートル (mm) ある筒状の萼の先が4裂してる。雄蕊は4個、雌蕊は1個つく。
果期は秋（9 - 11月ごろ）。朱色から赤色に熟す果実は直径6 - 8 mmほどある。ほかのグミ類の果実が楕円形なのに対し、アキグミは球形に近い。実は生食できるが、タンニンを多く含むため強い渋みを感じさせる。
冬芽は裸芽で、幼い葉が複数集まり、赤褐色の鱗状毛が密生する。枝先には頂芽がつき、側芽は枝に互生する。葉痕は半円形で、維管束痕が1個つく。
|      |    |        |    |
| 樹形 | 枝 | 花と蕾 | 葉 |

## 利用
果実は生食もできるが渋みが強いため、果実酒などに利用する。果実酒にすると、下痢止めなどの薬用になる。また、実にトマトの7〜17倍のリコペンを含む。
窒素固定を行い痩せた土地にも生育すること、挿し木による増殖も可能なことから砂防や治山の緑化工事などにも用いられる。庄内海岸では砂地の静砂用に植栽された。